# 호즈미촌 (나가노현)
호즈미촌(穂積村)은 나가노현 미나미사쿠군에 있던 촌이다. 현재의 사쿠호정, 고우미정에 해당한다.

## 역사
- 1889년 4월 1일 - 정촌제 시행에 의해 호즈미촌이 단독으로 자치체를 형성하였다.
- 1956년 9월 30일 - 하타야촌과 합병해 야치호촌이 성립하여 동일 호즈미촌은 폐지되었다.

## 교통

### 철도
- 일본국유철도
  - 고우미선

## 참고문헌
- 南佐久郡役所 編『南佐久郡志』（復刻版）名著出版、1973年9月20日（原著1919年2月）。doi:10.11501/9536614。
- 南佐久郡誌編纂委員会 編『南佐久郡誌』 近世編、南佐久郡誌刊行会、2002年3月25日。
- 「角川日本地名大辞典」編纂委員会 編『角川日本地名大辞典』 20 長野県、角川書店、1990年7月18日。